# Житомирщина (газета)
«Житомирщина»  — обласна офіційна громадсько-політична газета. 
Заснована в березні 1919 року, нагороджена орденом «Знак Пошани». Попередня назва «Радянська Житомирщина». У січні 1944 року відповідальним редактором газети було затверджено Булкіна Є.П.